# Claude Philibert Casimir Fyot
Claude Philibert Casimir Fyot, markiz de Mimeure (ur. 1763, zm. 1849) – francuski polityk i pisarz.
Jego ojciec, Claude Fyot de Mimeure(1734–1790) był radcą parlamentu w Dijon.
Posłował do stanów generalnych 1789 roku jako deputowany stanu szlacheckiego.